# Alioune Diop
Alioune Diop, detto Lune (Saint-Louis, 9 ottobre 1930 – Dakar, 19 ottobre 2011), è stato un cestista e allenatore di pallacanestro senegalese naturalizzato francese.

## Carriera
È considerato il "padre del basket senegalese": fu infatti il primo allenatore del Senegal, alla cui guida tecnica vinse il FIBA AfroBasket 1968. Prese parte anche alle Olimpiadi 1968, classificandosi al 15º posto.
Da cestista aveva svolto la propria carriera in Francia, ed ha anche militato nel Foyer France Sénégal di Dakar. Vanta 4 prezenze con la maglia della Francia: 4 amichevoli giocate nel 1954.